# Coleophora chrysocomae
Coleophora chrysocomae é uma espécie de mariposa do gênero Coleophora pertencente à família Coleophoridae.